# Oleg Saítov
Oleg Elekpáyevich Saítov –en ruso, Олег Элекпаевич Саитов– (Zhiguliovsk, URSS, 26 de mayo de 1974) es un deportista ruso que compitió en boxeo.
Participó en tres Juegos Olímpicos de Verano, obteniendo tres medallas en el peso wélter, oro en Atlanta 1996, oro en Sídney 2000 y bronce en Atenas 2004.
Ganó tres medallas en el Campeonato Mundial de Boxeo Aficionado entre los años 1993 y 1997, y tres medallas en el Campeonato Europeo de Boxeo Aficionado entre los años 1996 y 2004.

## Palmarés internacional
| Juegos Olímpicos   | Juegos Olímpicos         | Juegos Olímpicos  | Juegos Olímpicos |
| Año                | Lugar                    | Medalla           | Categoría        |
| ------------------ | ------------------------ | ----------------- | ---------------- |
| 1996               | Atlanta (Estados Unidos) | Medalla de oro    | 67 kg            |
| 2000               | Sídney (Australia)       | Medalla de oro    | 67 kg            |
| 2004               | Atenas (Grecia)          | Medalla de bronce | 69 kg            |
| Campeonato Mundial |                          |                   |                  |
| Año                | Lugar                    | Medalla           | Categoría        |
| 1993               | Tampere (Finlandia)      | Medalla de bronce | 63,5 kg          |
| 1995               | Berlín (Alemania)        | Medalla de plata  | 67 kg            |
| 1997               | Budapest (Hungría)       | Medalla de oro    | 67 kg            |
| Campeonato Europeo |                          |                   |                  |
| Año                | Lugar                    | Medalla           | Categoría        |
| 1996               | Vejle (Dinamarca)        | Medalla de bronce | 67 kg            |
| 1998               | Minsk (Bielorrusia)      | Medalla de oro    | 67 kg            |
| 2004               | Pula (Croacia)           | Medalla de oro    | 69 kg            |